# The Innocents (film 2021)
The Innocents (De uskyldige) è un film del 2021 diretto da Eskil Vogt.
La pellicola è una coproduzione norvegese, svedese e finlandese, di genere thriller sovrannaturale

## Trama
Ida e sua sorella Anna, ragazzina autistica che non parla né comunica con l'esterno in altri modi, si trasferiscono insieme alla famiglia in un sobborgo residenziale per via del nuovo lavoro di suo padre. Quasi tutti sono in vacanza, tuttavia altri due ragazzini del quartiere sono disponibili per diventare loro amici: in particolare Ben lega subito con Ida e Aisha riesce a empatizzare con Anna nonostante le sue divergenze comunicative. Ben è dotato di poteri telecinetici e li mostra a Ida fin dal primo incontro: il ragazzino ha tuttavia anche un'indole malvagia, che lo porta a torturare e uccidere un gatto che lui stesso ha trovato per puro divertimento. Aisha e lo stesso Ben hanno inoltre il dono della telepatia: Aisha riesce in particolare a leggere i pensieri di Anna, mentre Ben oltre a leggere i pensieri altrui può controllare la volontà delle persone.
Se prima di questi incontri Ida era molto restia a trascorrere tempo con la sorella, in seguito a queste conoscenze inizia a portare Anna con sé il più spesso possibile: una gioia per sua madre, ma anche motivo di apprensione. Ben e Aisha intuiscono le potenzialità di Anna, che allenandosi con loro si rivelerà dotata di una potentissima telecinesi e inizierà perfino a pronunciare qualche parola: ciò porterà ad alcuni incidenti che Ida si rifiuterà di spiegare ai suoi genitori. Man mano che passa il tempo, la natura malvagia di Ben si fa più forte: il ragazzino inizia a usare i suoi poteri per fare del male a chi lo infastidisce, arrivando perfino a torturare a morte sua madre con la telecinesi. L'ira di Ben si rivolge successivamente ad Aisha: geloso del rapporto che la ragazza ha con Ida e Anna e soprattutto con sua madre, Ben altera la volontà della donna e la spinge ad uccidere la sua stessa figlia.
In seguito alla morte di Aisha, Ida capisce cos'è accaduto e comprende come eliminare Ben sia l'unica possibilità per impedirgli di fare altro male. Una volta convinto il compagno ad uscire, Ida riesce a spingerlo da un cavalcavia sotto gli occhi di un'ignara passante: Ida scappa dalla donna, tuttavia il sopravvissuto Ben le scatena delle visioni che la portano a venire investita da un'automobile. Ida se la cava con una gamba ingessata, ma è consapevole che se Ben non sarà fermato lei sarà la prossima vittima: ne è consapevole anche Anna, che in un momento di distrazione scappa da casa e si ritrova con Ben nei giardinetti del quartiere. Mossa dalla disperazione, Ida scopre di avere lei stessa dei poteri che usa per rompere il gesso: raggiunge Anna e le due scatenano i loro poteri contro quelli di Ben. La lotta invisibile fra le due fazioni si svolge sotto gli occhi ignari di tutti e si conclude con il decesso di Ben: le due sorelle possono ora vivere la loro vita senza temere la malvagità e il potere del ragazzino.

## Distribuzione
Il film è stato presentato per la prima volta nel luglio 2021 durante il Festival di Cannes. Nel settembre successivo i diritti sulla distribuzione dell'opera sono stati acquistati da IFC Midnight.

## Accoglienza

### Incassi
Il film ha incassato 222.188 dollari al botteghino.

### Critica
Sull'aggregatore Rotten Tomatoes il film riceve il 97% delle recensioni professionali positive con un voto medio di 7,6 su 10 basato su 111 critiche, mentre su Metacritic ottiene un punteggio di 79 su 100 basato su 24 critiche.